# Petrus Artopoeus
Peter Artopoeus, właściwie Peter Becker (ur. 1491 w Koszalinie, zm. 1563 tamże) – niemiecki działacz reformacyjny i teolog luterański.

## Życiorys
Peter Becker studiował na uniwersytecie w Wittenberdze, jego wykładowcami byli m.in. Marcin Luter, Filip Melanchton oraz prawdopodobnie Jan Bugenhagen. Po ukończeniu nauki powrócił do Koszalina i pracował jako nauczyciel. Wkrótce ze względu na głoszone poglądy został wykluczony z papistów oraz z duchowieństwa. Wkrótce przeniósł się do Darłowa, gdzie również nauczał w szkole. W 1540 przeprowadził się do Szczecina, aby tam zostać rektorem w szkole miejskiej. Tam zetknął się z Andreasem Osianderem, który był kontrowersyjnym teologiem na uniwersytecie w Królewcu. Becker nie ukrywał, że podziela poglądy Osiandera. W obawie przed naśladownictwem został zmuszony do wygłoszenia w Białogardzie, Szczecinku i Wolinie publicznych przeprosin i wyrzeczenia się dotychczasowego postępowania, a także przyznania że poglądy Osiandera są herezją. Nie zmieniło to faktu, że w 1556 pozbawiono go urzędu rektora, a cały dorobek teologiczny zniszczono. Powrócił do Koszalina i wiódł życie przeciętnego mieszczanina, zmarł w 1563.